# Paulo Freire
Paulo Reglus Neves Freire (19. září 1921 – 2. května 1997) byl brazilský pedagog a filozof, byl předním obhájcem tzv. kritické pedagogiky, nejvíce je znám svou knihou Pedagogika utlačovaných (Pedagogia do Oprimido), která je považována za jeden ze základních textů kritického pedagogického hnutí.

## Životopis

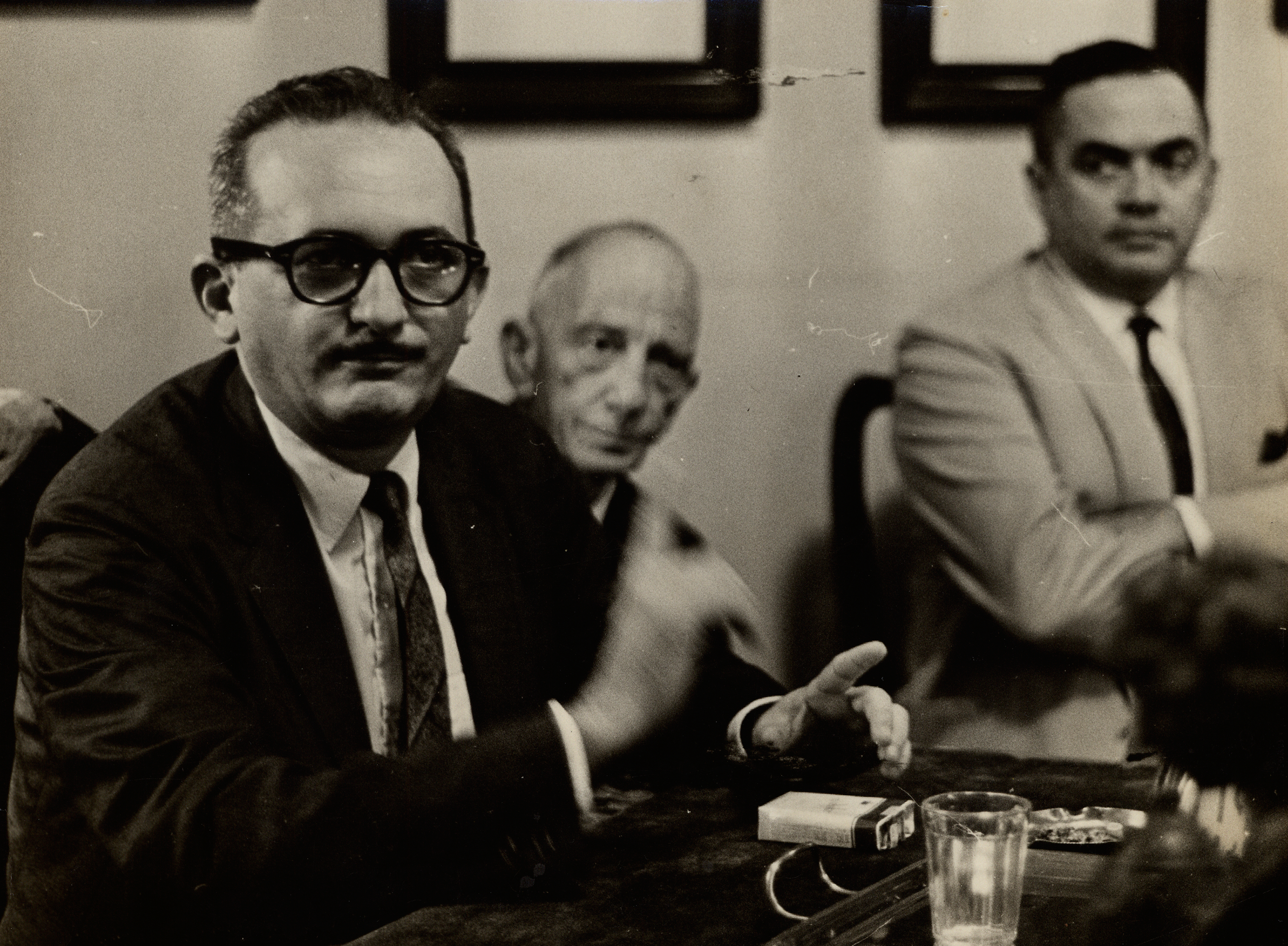
Paulo Freire, 1963.

Freire se narodil 19. září 1921 rodině střední třídy v Brazílii ve městě Recife. Osobně se seznámil s chudobou a hladem během Velké hospodářské krize třicátých let. V roce 1931 se rodina přestěhovala do města Jaboatão dos Guararapes, kde byly náklady na živobytí nižší. 31. října 1934 zemřel jeho otec. Zkušenosti z mládí předurčily jeho obavy o chudé a pomohly mu dojít k pedagogické filozofii. Sám uvádí, že chudoba a hlad vážně ovlivňovaly jeho schopnost učit se. Tyto zkušenosti ho dovedly k rozhodnutí věnovat svůj život zlepšování životů chudých: "Nerozuměl jsem ničemu, dokud jsem měl hlad. Nebyl jsem hloupý, nebyl to nedostatek zájmu. Zkušenosti mi ukázaly vztah mezi společenskou třídou a znalostmi." Ekonomická situace rodiny se nakonec zlepšila.
Freire studoval od roku 1943 právnickou fakultu na univerzitě v Recife. Studoval také filozofii, konkrétněji fenomenologii a psychologii jazyka. Přestože byl přijat do advokátní komory, nikdy nepracoval jako právník. Místo toho pracoval jako učitel na středních školách, kde učil portugalštinu. V roce 1944 se oženil s kolegyní Elza Maia Costa de Oliveira, měli spolu pět dětí a pracovali společně.
Freire tvrdí, že systém vzdělávání ve Třetím světě musí být moderní. Neměl by se vracet k předkoloniální tradici, ale zároveň má být antikoloniální, tedy nepřebírající slepě euroamerické vzorce. Odmítá tzv. "bankovní model" vztahu učitele a žáka (v němž učitel ve své představě posílá na prázdný účet žákovy mysli hodnoty), který podle něj blokuje kreativní potenciál žáka.